# Gernot Fraydl
Gernot Fraydl (* 10. Dezember 1939 in Graz) ist ein ehemaliger österreichischer Fußball-Nationalspieler und späterer Fußballtrainer. Zwischen 1961 und 1970 bestritt der Tormann 27 Länderspiele für Österreich und war bei zwei Siegen gegen England dabei. Mit Austria Wien gewann er 1962 und 1963 zweimal das Double aus Meisterschaft und Pokal. Mitte der 1960er Jahre war er beim Anbruch einer neuen Ära des Professionalismus im amerikanischen Fußball dabei. 1970 wurde er mit Hertha BSC Dritter in der deutschen Meisterschaft. Mitte der 1980er Jahre trainierte Fraydl beide Grazer Vereine in der Nationalliga.

## Karriere
Tormann Gernot Fraydl begann seine Karriere in seiner Heimatgemeinde Deutschlandsberg beim dortigen SC. Seine ersten A-Liga-Spiele absolvierte er in der Saison 1957/58 für den GAK. Rasch konnte er auf seine Tormannqualitäten aufmerksam machen und kam so in der Decker-Ära beim 3:1-Sieg über England vor 92.000 Zuschauern im Wiener Praterstadion am 27. Mai 1961 zu seinem Teamdebüt, weiters stand ein Wechsel zur Wiener Austria an. Mit den Veilchen gewann er sofort Titel um Titel, denn sowohl 1961/62 als auch 1962/63 gelang der Gewinn des Doubles aus Meisterschaft und Cup.
1964/65 schnappte ihm allerdings der türkische Nationaltormann Arkoc Özcan den Stammplatz weg, so dass sich Gernot Fraydl entschied, zu Wacker Innsbruck zu wechseln. In der Saison 1965/66 wurde er mit den Tirolern Achter.
Auch wenn sich Gernot Fraydl nicht bei der Austria durchsetzen konnte, blieb er weiter in der Nationalmannschaft und erlebte so beispielsweise den 3:2-Auswärtssieg gegen England am 20. Oktober 1965 mit.
1966 hatte er einen Vorvertrag bei Londoner Arsenal FC, erhielt aber keine Arbeitsbewilligung. Daher wechselte er zum Zweitligisten SC Schwarz-Weiß Bregenz, mit dem er aufstieg.
1967 spielte er in den Vereinigten Staaten in der nicht mit der FIFA assoziierten National Professional Soccer League (NPSL), bei den Philadelphia Spartans, mit denen er als Zweiter in der Eastern Division knapp den Finaleinzug verpasste.
Die Spartans stellten danach für ein Jahr den Spielbetrieb ein und die NPSL vereinigte sich mit der United Soccer League zur North American Soccer League die bis in die 1980er Jahre hinein für globale Aufmerksamkeit sorgen sollte. Dort spielte er bis Mitte 1968 bei den St. Louis Stars, die vom selbsternannten deutschen „Paradiesvogel unter den Trainern“ Rudi Gutendorf betreut wurden. Dort machte er nur mehr neun Partien am Anfang der Saison. In den 23 anderen Spielen der Stars stand der später zur Mannschaft gestoßene ehemalige jugoslawische Nationaltorwart Blagoja Vidinić zwischen den Pfosten. Der Erfolg der St. Louis Stars in jener Saison war mäßig: in einer der vier Vierergruppen zur Endrundenqualifikation wurden sie Dritte.
Zur Saison 1968/69 wurde er vom Bundesligaaufsteiger Hertha BSC verpflichtet, da sich deren Stammtorwart, der acht Jahre jüngere Deutsche Volkmar Groß, verletzt hatte. In den nächsten beiden Jahren standen die beiden Torhüter, die als gleichwertig galten, um den Platz im Tor im Wettbewerb. Trainer Helmut „Fiffi“ Kronsbein rochierte regelmäßig zwischen den beiden. Hatte Fraydl in der ersten Saison noch mit 18 Ligaeinsätzen die Oberhand, so war er in der zweiten mit nurmehr 13 Partien klar ins Hintertreffen gekommen. Die Hertha belegten in jenen Saisonen die Plätze 14 und drei in der Liga. Erinnernswert war der gegen Gerd Müller gehaltene Elfmeter im Grünwalder Stadion von München bei Spielstand von 1:1 bei Bayern, damals amtierender deutsche Meister, was zu einem 2:1-Sieg half.
Danach spielte er noch eine Saison beim Bundesligaabsteiger TSV 1860 München in der Regionalliga Süd, wo das Ziel Bundesligaaufstiegsrunde mit dem vierten Platz verfehlt wurde. Seine letzte Station war die Vienna 1971/72 die in der österreichischen Nationalliga Neunte von 15 Vereinen wurden.
Seine letzten beiden Länderspieleinsätze hatte er im Mai 1969 gegen Deutschland und im September 1970, als Zweitligaspieler, gegen Jugoslawien. Beide Spiele gingen mit 0:1 verloren.
Da sich nach seinem Engagement bei der Vienna im Profibereich kein neuer Verein für Fraydl fand, spielte er noch einige Zeit bei seinem Stammverein dem Deutschlandsberger SC. Von 1977 bis 1980 und 1984 diente er dem Verein auch als Trainer.
In der Saison 1982/83 begann er auch ein Trainer-Engagement bei SK Sturm Graz, den er zum vierten Platz in der Bundesliga führte. In der Folgesaison wurde Fraydl nach einer Reihe von schlechten Ergebnissen Anfang April nach dem 20. Spieltag durch Robert Pflug ersetzt. Sturm lag zu dem Zeitpunkt auf dem vierten Rang und beendete die Saison als Fünfter.
Zur Saison 1985/86 trainierte er mit dem Lokalkonkurrenten Grazer AK einen weiteren Bundesligisten. Er führte den GAK auf den vierten Platz der Abschlusstabelle. In der Saison darauf wurde er schon Ende August nach nur sieben Spieltagen durch Adolf Blutsch ersetzt, da bei den Grazern bis dahin nur zwei Siegen fünf Niederlagen gegenüberstanden. Am Abstieg zum Saisonende änderte das aber auch nichts. Ende März 1989 war er noch für drei Spiele Interimstrainer beim damals zweitklassigen Wolfsberger AC, der zum Ende der Saison abstieg.
Schon 1973 übernahm er von seinem Vater, einem Steuerberater, das in einem ehemaligen Kapuzinerkloster befindliche Heilmoorbad Schwanberg in der Weststeiermark. Seither wurden unter anderem die Klosterzellen in Gästezimmer umgewandelt. Mittlerweile leitet sein Sohn die Tagesgeschäfte.

## Stationen
- Grazer AK (1957–1961)
- FK Austria Wien (1961–1965)
- FC Wacker Innsbruck (1965–1966)
- SC Schwarz-Weiß Bregenz (1966–1967)
- Philadelphia Spartans (1967)
- St. Louis Stars (1968)
- Hertha BSC (1968–1970)
- TSV 1860 München (1970–1971)
- First Vienna FC 1894 (1971–1972)

## Erfolge
- Österreichischer Meister: 1962, 1963
- Österreichischer Cupsieger: 1962, 1963
- Aufstieg in die Nationalliga: 1966
- 27 Länderspiele für die österreichische Fußballnationalmannschaft von 1961 bis 1970